# Microsoft Frontpage
Microsoft FrontPage és un editor web d'HTML WYSIWYG i una eina d'administració de pàgines web. Forma part de la suite Microsoft Office, de Microsoft pel sistema operatiu Windows.

## Versions
La versió actual (i final) és Microsoft FrontPage 2003 (versió 6). El producte ja no es desenvolupa. Les versions aparegudes foren:
- Vermeer FrontPage 1.0
- Microsoft FrontPage 1.1
- Microsoft FrontPage 97
- Microsoft FrontPage Express 2.0
- Microsoft FrontPage 98
- Microsoft FrontPage 2000 (versió 4)
- Microsoft FrontPage 2002 (versió 5)
- Microsoft Office FrontPage 2003 (versió 6)